# アン＝マリー・マーティン
アン＝マリー・マーティン（Anne-Marie Martin、1957年11月11日 - ）は、カナダの女優。元夫は映画監督、小説家、脚本家のマイケル・クライトン。

## 主な作品

### 映画
- ダークライド/連続ヒッチハイカー殺人事件 (1977年)
- プロムナイト (1980年)
- マン・ハンティング/人間狩り (1981年)
- 未来警察 (1985年)

### ドラマ
- 新・俺がハマーだ! (1986年)
- 俺がハマーだ!（ドリー・ドロー） (1986年-1988年)

### 脚本
- ツイスター (1996年)